# 蘇普拉克鄉

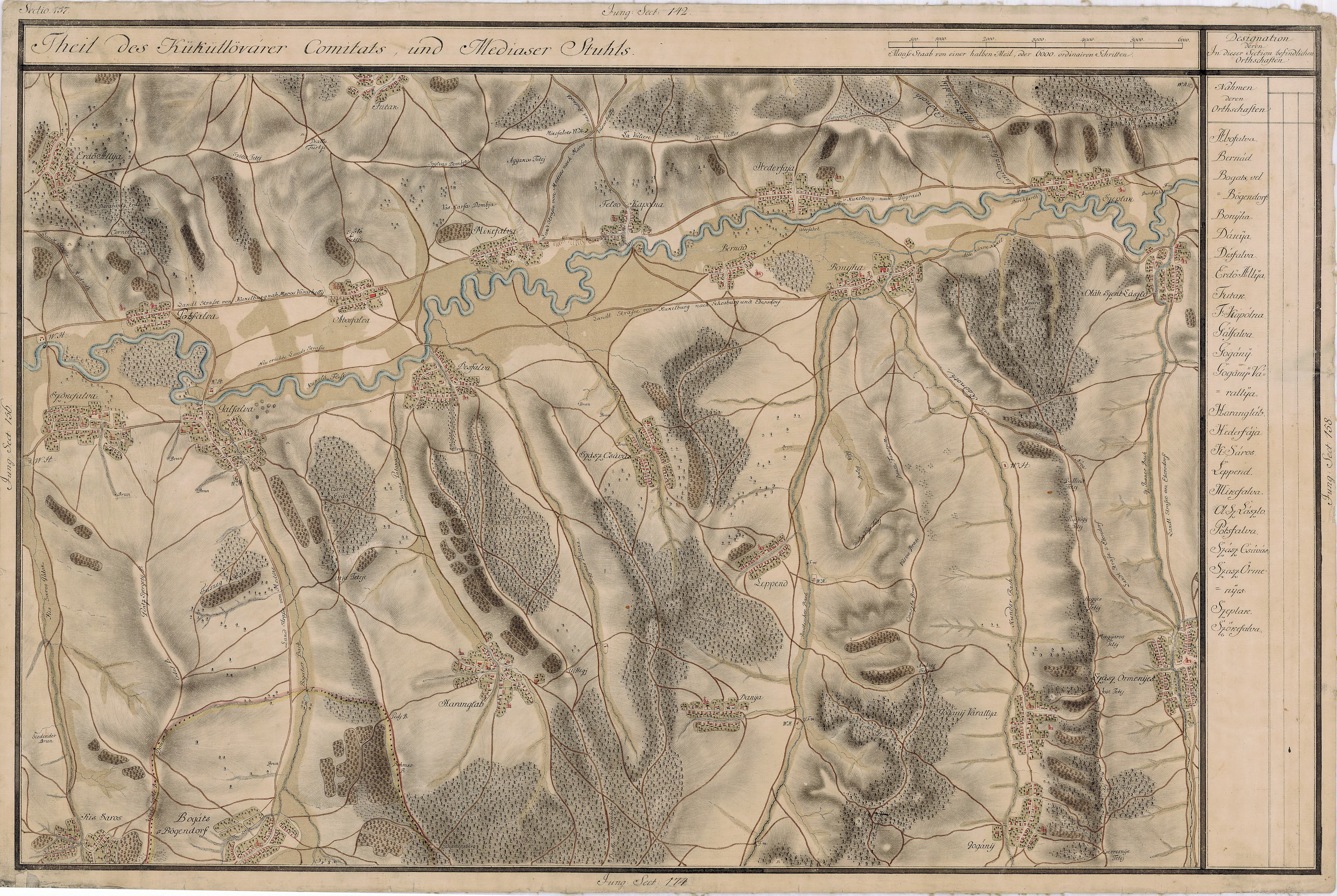

46°23′0″N 24°31′0″E / 46.38333°N 24.51667°E
蘇普拉克鄉（羅馬尼亞語：Comuna Suplac, Mureș），是羅馬尼亞的鄉份，位於該國中部，由穆列什縣負責管轄，面積49平方公里，海拔高度305米，2007年人口2,205，人口密度每平方公里45人。